# Landwirtschaftliche Universität Athen
Die Landwirtschaftliche Universität Athen (griechisch: Γεωπονικό Πανεπιστήμιο Αθηνών; vormals Landwirtschaftliche Hochschule Athen) ist eine agrarwissenschaftliche Universität in Athen und drittälteste Hochschule Griechenlands.
Im Jahre 1888 wurde eine Landwirtschaftsschule gegründet. Diese wurde ab 1920 eine wichtige Koordinierungsstelle der griechischen Landwirtschaftskammer für geologische Betrachtungen zu Agrarpolitik und Agrarökologie. Hieraus entstand diese Universität. Diese besteht heute aus sieben Fakultäten und bietet agrarwissenschaftliche Studienabschlüsse in Grund- und Hauptstudium an. In Deutschland unterhält die Hochschule Ansbach eine Partnerschaft mit der Universität.

## Struktur
- Department of Crop Science (CP) 
  - Division of Agronomy, Plant Breeding and Biometry
  - Division of Horticulture, Floriculture And Landscape Architecture
  - Division of Plant Protection and Environment
  - Division of Pomology and Viticulture
- Department of Animal Science (AS)
- Department of Agricultural Biotechnology (AB) 
  - Division of Plant Biology
  - Division of Genetics
  - Division of Biochemistry, Enzyme Technology, Microbiology and Molecular Biology
- Department of Rural Economics & Development (RE&D)
- Department of Food Science and Technology (FS&T)
- Department of Natural Resources Management and Agricultural Engineering (NRM&AE) 
  - Division of Agricultural Construction and Agricultural Engineering
  - Division of Soil Water Management
- Department of Science (S) 
  - Division of Chemical and Physical Sciences
  - Division of Geological Science and Atmospheric Environment
  - Division of Informatics, Mathematics and Statistics